# Új-Dél-Wales
Új-Dél-Wales (angolul New South Wales, rövidítve NSW) Ausztrália legnépesebb állama. Legnagyobb városa és fővárosa, mely az ország második legnagyobb városa is, Sydney.
1788-ban alapították, és eredetileg magában foglalta az ausztrál szárazföld nagy részét, Új-Zélandot, a Lord Howe-szigetet és a Norfolk-szigetet. A 19. század folyamán egymást követően nagy területeket szakítottak le róla újabb brit gyarmatokat létrehozva: Tasmania, Dél-Ausztrália, Victoria, Queensland, Új-Zéland.

## Földrajz
Az ausztrál kontinens délkeleti részén található. Északról Queensland, keletről a Csendes-óceán, délről Victoria, nyugatról Dél-Ausztrália határolja. Enklávéja az Ausztráliai fővárosi terület. Területe 800 642 km². Keleti részén a Nagy-Vízválasztó-hegység terül el, melynek legmagasabb pontja a Mount Kosciuszko (2228 m), ami egyben a kontinens legmagasabb pontja is. A hegység részei az államban az Új-angliai-hegység, a Kék-hegység és egy kis részben az Ausztrál-Alpok. Az állam nyugati része sík vidék néhol kisebb dombságokkal.

## Történelem
A térség eredeti lakói az őslakos törzsek, akik mintegy 40-60 ezer évvel ezelőtt érkeztek Ausztráliába.

### 1788 – brit letelepedés
Új-Dél-Wales európai felfedezője James Cook kapitány. Ő 1770-ben térképezte fel az akkori Új-Hollandia, a mai Ausztrália addig ismeretlen keleti partját. Az útról készült eredeti jelentésében, amely három példányban készült a brit Admiralitás számára, Cook használta először az Új-Wales nevet. Az Admiralitás példányán azonban kijavították Új-Dél-Wales-re.
Az első brit települést az ausztrál történelemben az úgynevezett Első Flotta alapította. Parancsnoka Arthur Phillip kapitány volt, aki aztán a telep kormányzója volt érkezésétől, 1788-tól 1792-ig.
A káosz és anarchia évei után, amikor megtörtént, hogy William Bligh kormányzó hatalmát erővel döntötték meg, Britanniából 1809-ben Lachlan Macquarie alezredest (később vezérőrnagy) küldték ki reformok végrehajtására. Macquarie kormányzósága idején utakat, rakpartokat, templomokat és középületeket építettek, felfedezőket küldtek ki Sydneyből, városrendezési terv készült Sydney számára. Macquarie öröksége máig hat.

### A 19. század közepe
A 19. században nagy területeket választottak le Új-Dél-Walesről: 1825-ben Tasmania (akkor Van Diemen's Land), 1836-ban Dél-Ausztrália, 1851-ben Victoria, 1859-ben Queensland. Új-Dél-Wales gyarmaton 1855-ben alakult felelős kormány.

### 1901 – az államszövetség kezdetei
A 19. század végén az ausztrál gyarmatok föderációja felé haladó fejlődés lendületet kapott. Rendszeressé váltak a gyarmati vezetők bevonásával tartott gyűlések. Új-Dél-Wales vezetői a szabadkereskedelem hívei voltak, míg a többi gyarmat, Victoria vezetésével, védővámokat kívánt. Vámhivatalok működtek a belső határokon.
1898-ban népszavazást tartottak a föderációról, amelyen részt vett Új-Dél-Wales, Victoria, Dél-Ausztrália és Tasmania lakossága. Mindenhol többségben voltak a szövetség hívei, de Új-Dél-Walesben nem volt elég a népszavazás eredményességéhez az egyszerű többség.
1899-ben újabb népszavazást tartottak. A korábbiak mellett ez kiterjedt Queenslandre (de Nyugat-Ausztráliára nem). Mindenütt többségben voltak a föderáció hívei, nagyobb arányban, mint az előző évben. Új Dél-Walesben is teljesültek a minősített többség feltételei. Kompromisszum született a főváros kérdésében. Az új főváros Új Dél-Wales területén belül, de Sydney-től távol alapítandó. Az ideiglenes főváros addig is Melbourne. Amikor végül Canberrát választották ki fővárosnak, a mai Ausztráliai fővárosi területet Új-Dél-Walesből hasították ki.

### A 20. század elején
Az I. világháború után a háborús évek alatti magas árak estek a világpiacon. A farmerek egyre inkább elégedetlenek voltak a háború idején bevezetett kötelező felvásárlási rendszer átvételi áraival. 1919-ben a farmerek megalakították a Vidéki Pártot (Country Party).
Az 1929-ben kezdődött nagy világgazdasági válság politikai konfliktusokat okozott Új-Dél-Walesben. A tömeges munkanélküliség és a nyersanyagárak összeomlása tönkretette a városi munkásokat és a mezőgazdasági termelőket egyaránt. Az elégedetlenségből nem a Kommunista Párt, amely továbbra is gyenge és kicsi maradt, hanem Jack Lang munkáspárti populizmusa húzott hasznot. Lang második kormányát 1930 novemberében választották meg. Megtagadta Új-Dél-Wales hiteleinek törlesztését a brit kötvénytulajdonosok számára, a pénzből pedig közmunkákat végeztetett a munkanélküliség enyhítésére. Ez törvénytelen volt a konzervatívok szerint, de még James Scullin szövetségi munkáspárti kormánya szerint is. Az eredmény az lett, hogy Lang támogatói megbuktatták Scullin kormányát, szakadást okozva a Munkáspártban. 1932 májusában Sir Philip Game kormányzó feloszlatta a Lang-kormányt. A következő választáson a konzervatívok győztek.
Eközben New England régióban politikai mozgalom bontakozott azon céllal, hogy a területet külön szövetségi állammá alakítsa Új-Dél-Wales-től.
1939, a II. világháború kitörése után elhalványultak azok a különbségek, amelyek még a 19. században alakultak ki Új-Dél-Wales és a többi tagállam között, köszönhetően a szövetségi rendszernek és a közös védővámok mögötti gazdasági fejlődésnek. Új-Dél-Wales továbbra is felülmúlta Victoriát ipari központként és egyre inkább pénzügyi és kereskedelmi téren is. A Munkáspárt mérsékelt szárnya 1941-ben William McKell vezetésével ismét hatalomra került és ott is maradt 24 éven át. A második világháború a hadigazdaság szükségletei miatt ugrásszerű ipari fejlődést hozott és megszüntette a munkanélküliséget.

### A háború utáni időszak
A Munkáspárt 1965-ig maradt hatalmon. Uralmuk vége felé jelentették be azt a tervet, hogy építenek egy nagyszabású operaházat Sydney-ben. A végső költségek politikai vita tárgyává váltak, így a Sydney-i Operaház ügye egyik tényezője lett a munkáspárti kormány 1965-ös bukásának.
Az 1960-as évek végén Új-Anglia régióban (az állam északi része, Newcastle központtal) szakadár mozgalom lépett fel, amely népszavazást kezdeményezett a kérdésről. A kezdeményezés kis különbséggel ugyan, de vereséget szenvedett. Azóta nincs aktív, szervezett politikai tevékenység új állam kihasítására Új-Dél-Walesből.
Azóta ezt az ausztrál tagállamot többnyire munkáspárt kormányok vezetik, néha egy-egy liberális kormánnyal egy ciklusnyi időre. 2000. évi nyári olimpiai játékok sikeres megszervezése nemzetközi elismerést hozott.

## Éghajlata

Új-Dél-Wales Köppen-féle éghajlati övezetei

Új-Dél-Wales térképe az éghajlati táblázatban szereplő helységekkel

Az állam éghajlata változatos. Nyugaton sivatagi, középen mediterrán  vagy szubtropikus, keleten óceáni.
| Hely             | Éghajlattípus Köppen szerint               | Januári középhőmérséklet maximuma | Januári középhőmérséklet minimuma | Júliusi középhőmérséklet maximuma | Júliusi középhőmérséklet minimuma | Derült napok száma | Éves csapadék   |
| ---------------- | ------------------------------------------ | --------------------------------- | --------------------------------- | --------------------------------- | --------------------------------- | ------------------ | --------------- |
| Albury           | Nedves szubtrópusi Cfa                     | 31 °C (88 °F)                     | 16 °C (61 °F)                     | 13 °C (55 °F)                     | 3 °C (37 °F)                      | 108                | 691 mm (27 in)  |
| Armidale         | Szubtrópusi magaslati Cfb                  | 26 °C (79 °F)                     | 14 °C (57 °F)                     | 12 °C (54 °F)                     | 1 °C (34 °F)                      | 106                | 743 mm (29 in)  |
| Broken Hill      | Forró sivatagi BWh                         | 33 °C (91 °F)                     | 19 °C (66 °F)                     | 15 °C (59 °F)                     | 5 °C (41 °F)                      | 137                | 245 mm (10 in)  |
| Charlotte Pass   | Szubpoláris óceáni Cfc Szubantarktikus Dfc | 18 °C (64 °F)                     | 5 °C (41 °F)                      | 2 °C (36 °F)                      | −7 °C (19 °F)                     | 78                 | 1948 mm (77 in) |
| Coffs Harbour    | Nedves szubtrópusi Cfa                     | 27 °C (81 °F)                     | 19 °C (66 °F)                     | 19 °C (66 °F)                     | 8 °C (46 °F)                      | 122                | 1679 mm (66 in) |
| Orange           | Óceáni Cfb                                 | 26 °C (79 °F)                     | 12 °C (54 °F)                     | 9 °C (48 °F)                      | 1 °C (34 °F)                      | 100                | 898 mm (35 in)  |
| Penrith          | Nedves szubtrópusi Cfa                     | 31 °C (88 °F)                     | 18 °C (64 °F)                     | 18 °C (64 °F)                     | 5 °C (41 °F)                      | 103                | 696 mm (27 in)  |
| Sydney (capital) | Nedves szubtrópusi Cfa                     | 26 °C (79 °F)                     | 19 °C (66 °F)                     | 16 °C (61 °F)                     | 8 °C (46 °F)                      | 104                | 1222 mm (48 in) |
| Wagga Wagga      | Nedves szubtrópusi Cfa                     | 32 °C (90 °F)                     | 16 °C (61 °F)                     | 13 °C (55 °F)                     | 3 °C (37 °F)                      | 124                | 566 mm (22 in)  |
| Wollongong       | Óceáni Cfb                                 | 26 °C (79 °F)                     | 18 °C (64 °F)                     | 17 °C (63 °F)                     | 8 °C (46 °F)                      | 107                | 1346 mm (53 in) |

## Legnagyobb városok

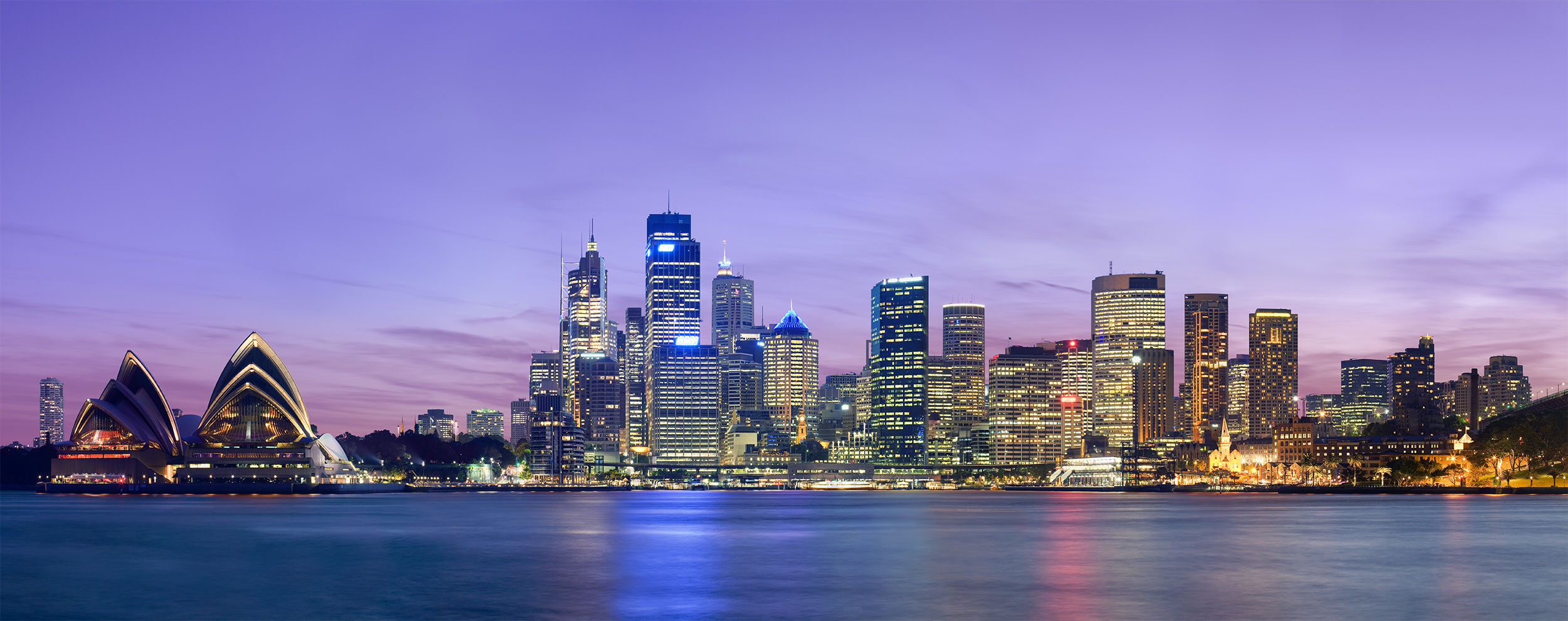
Sydney

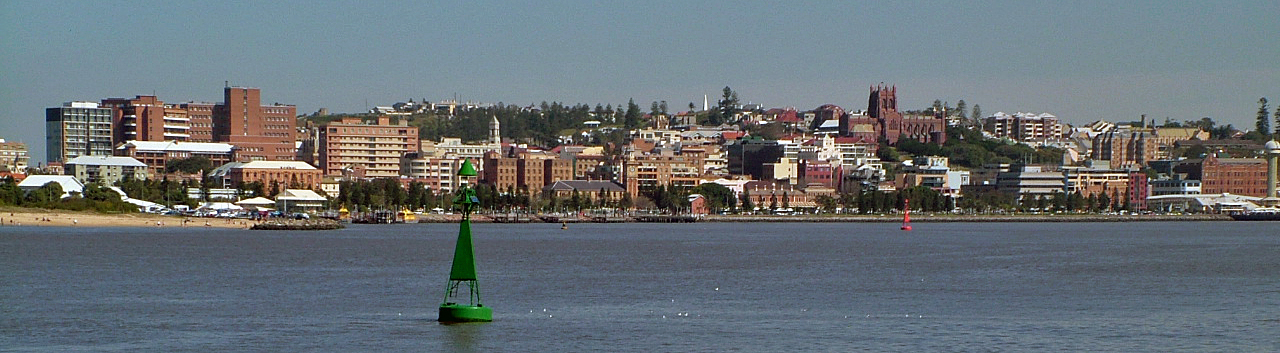
Newcastle

| Név            | Népesség (fő, 2014) |
| -------------- | ------------------- |
| Sydney         | 4 506 814           |
| Newcastle      | 367 907             |
| Central Coast  | 322 880             |
| Wollongong     | 289 055             |
| Albury-Wodonga | 87 796              |
| Maitland       | 71 767              |
| Coffs Harbour  | 68 011              |
| Wagga Wagga    | 55 331              |
| Port Macquarie | 44 848              |
| Tamworth       | 41 784              |

## Közlekedés

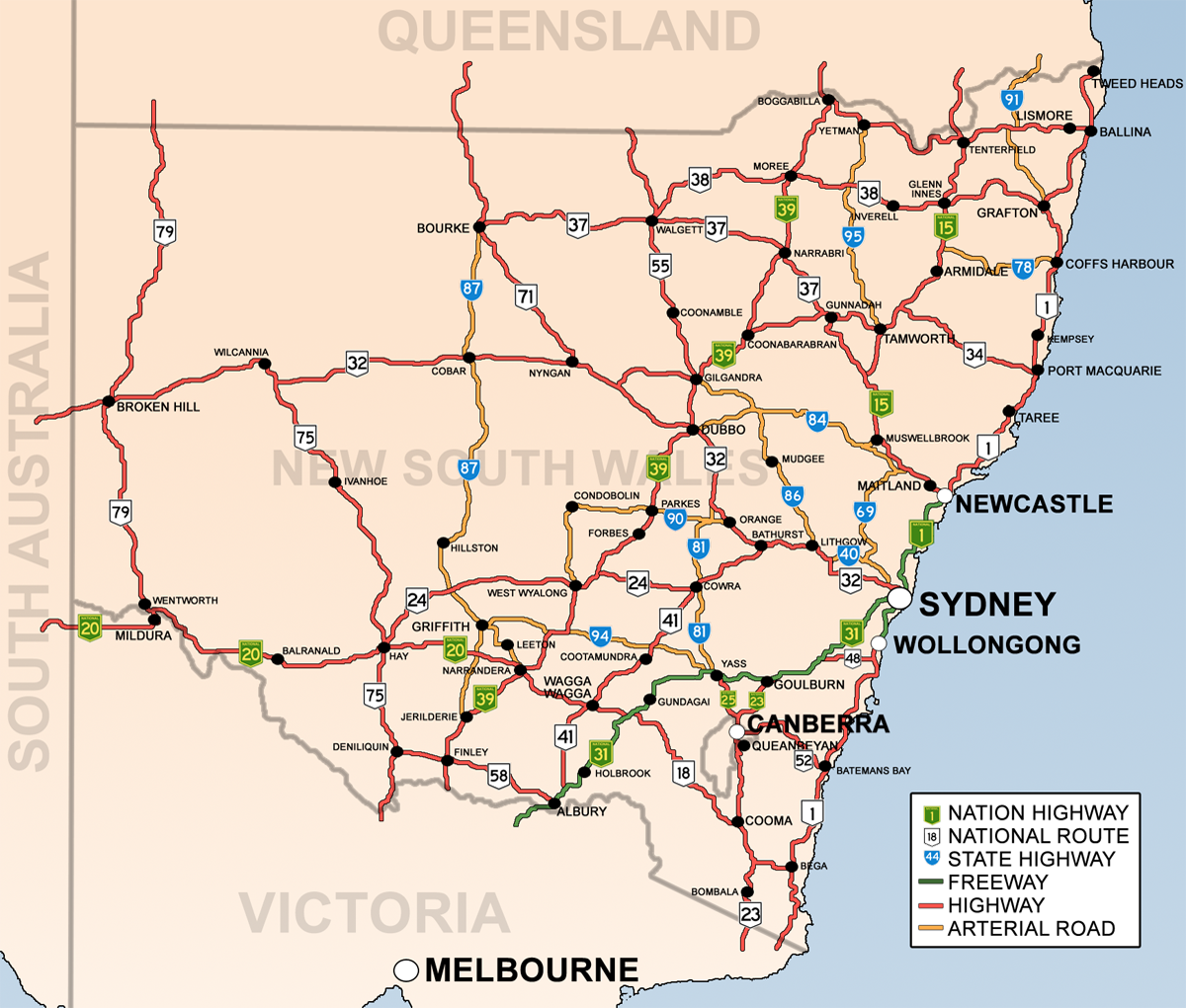
Új-Dél-Wales nagyobb városai és közúti hálózata
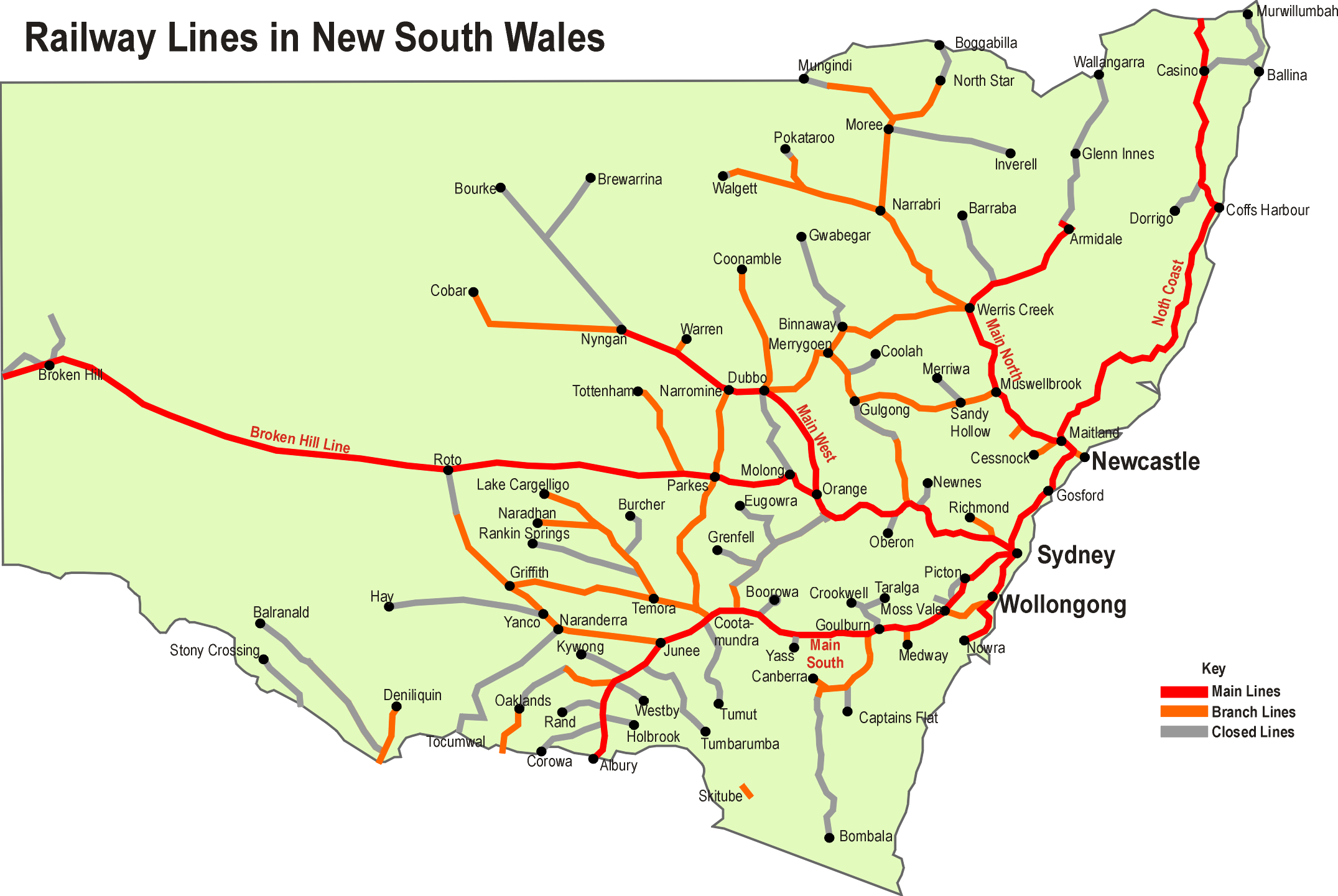
Új-Dél-Wales vasúti hálózata

## Külső hivatkozások
- Honlap (angolul)